# 園田保男
園田 保男（そのだ もりお、1934年〈昭和9年〉10月19日 - ）は、日本の実業家。元東洋エンジニアリング社長、同会長、同相談役。

## 経歴
園田保・富子の長男として北海道に生まれる。1958年（昭和33年）北海道大学工学部機械工学科を卒業し、東洋高圧に入社。1961年（昭和36年）東洋エンジニアリングに転じ、モスクワ事務所勤務、海外プロジェクト・プロジェクトゼネラルマネージャー、建設本部副本部長、施設事業本部副事業本部長、特設本部本部長、FS本部長、取締役、常務、代表専務を経て、1994年（平成6年）6月、社長に就任した。その後、1999年（平成11年）4月に会長、同年10月、相談役に就任した。
ほか、エンジニアリング振興協会理事長を務めた。